# 中越蹄盖蕨
中越蹄盖蕨（学名：Athyrium christensenii）为蹄盖蕨科蹄盖蕨属下的一个种。

## 扩展阅读
- 維基物種上的相關：中越蹄盖蕨